# Marija Dobje
Marija Dobje – wieś w Słowenii, w gminie Šentjur. W 2018 roku liczyła 191 mieszkańców.